# Hydrellia lappoinca
Hydrellia lappoinca är en tvåvingeart som först beskrevs av Christian Stenhammar 1844.  Hydrellia lappoinca ingår i släktet Hydrellia och familjen vattenflugor.
Artens utbredningsområde är Sverige. Inga underarter finns listade i Catalogue of Life.